# إدي كامبانيولي
إدي كامبانيولي (بالإيطالية: Edy Campagnoli) ممثلة سينمائية إيطالية(ولدت في ميلانو يوم 6 فبراير من العام 1934) بدأت مشوارها كعارضة أزياء عام 1954 ولعبت دور فينوس في أوبرا لا فيستال، وكانت من أشهر ممثلات السينما الإيطالية في حقبة الخمسينات من القرن العشرين.
تزوجت إدي كامبانيولي من حارس مرمى منتخب إيطاليا وإيه سي ميلان لورينزو بوفون قبل أن تنفصل عنه وترتبط بحارس المرمى جيورجيو غيزي .

## روابط خارجية
- إدي كامبانيولي على موقع IMDb (الإنجليزية)